# Gare de Ploërmel
La gare de Ploërmel était une gare ferroviaire française située sur le territoire de la commune de Ploërmel, dans le département du Morbihan, en région Bretagne. Elle était le centre d'une étoile ferroviaire à trois branches permettant de rejoindre, à Questembert, La Brohinière et Messac-Guipry, les grands axes radiaux ferroviaires.
Elle fut en service de 1881 à 1991. Le site de l'ancienne gare est, depuis 2002, situé sur le tronçon Mauron-Questembert (réalisé), de la voie verte qui doit relier Saint-Malo à Arzal.
Une gare d'échanges des chemins de fer du Morbihan, avec la ligne de Locminé à La Trinité-Porhoët, est en service à proximité, de 1902 à 1947.

## Situation ferroviaire
Établie à 56 mètres d'altitude, la gare de Ploërmel était située au point kilométrique (PK) 573,498 de la ligne de Questembert à Ploërmel dont elle était le terminus, après la gare de Roc-La-Chapelle. Gare de bifurcation, elle était aussi au PK 33,173 de la ligne de Ploërmel à La Brohinière, dont elle était l'origine, avant la gare de Loyat, et au PK 449,4  et de Châteaubriant à Ploërmel, dont elle était le terminus, après la gare d'Augan.

## Histoire
La gare de Ploërmel, est construite par la Compagnie du chemin de fer de Paris à Orléans (PO), qui inaugure le 27 juin 1881 la voie unique de la ligne de chemin de fer de Questembert à Ploërmel. les années suivantes vont voir la gare devenir un véritable nœud ferroviaire avec une desserte par deux lignes de la Compagnie des chemins de fer de l'Ouest. La première est la ligne de Ploërmel à La Brohinière ouverte le 6 avril 1884, la deuxième venant de Messac et Guer est ouverte le 15 avril 1903.
Contrairement aux autres stations de la ligne construites en granit, la Compagnie du PO utilise la brique pour les différents bâtiments de la gare de Ploërmel. Des aménagements et agrandissements ont lieu pour supporter le supplément de trafic amené par les nouvelles lignes. 
En 1912, la Compagnie du PO fournit au Conseil général un tableau des « recettes au départ » de ses gares du département, la gare de Ploërmel (local) totalise 81 006 francs, ce qui la situe à la 9e place sur les 30 gares ou stations.
L'éclairage électrique du site est effectué en 1925.
Le trafic voyageurs, qui va atteindre une fréquence de 4 trains par jour, se poursuit jusqu'en 1938, le trafic marchandises n'étant arrêté qu'en 1991.
En 1994 le Conseil Général du Morbihan achète la voie et entreprend des travaux destinés à transformer l'ancienne voie de chemin de fer en voie verte, le 29 juin 2002 il inaugure les 53 km entre Questembert et Mauron.
En 2009, les principaux édifices comme le bâtiment voyageurs et le dépôts de locomotives, sont toujours existants. Le bâtiment voyageurs a bénéficié d'un financement européen pour une reconversion en école professionnelle, ouverte en 2002, de bijouterie et orfèvrerie, les autres étant utilisées par des associations. Devant la gare, une importante plateforme comprenait plusieurs voies de débords, elle est maintenant aménagé en un vaste espace de loisir et de détente. le passage de la voie principale est conservé avec ses quais, il sert de passage en continuité avec la voie verte (voir ci-dessous) et a conservé un petit tronçon de voie ferrée sur lequel stationne un wagon plat.

## Service des voyageurs
Gare fermée.

## Gare d'échange
En 1902, une gare d'échange est mise en service par la Compagnie des chemins de fer du Morbihan, lorsqu'elle ouvre à l'exploitation la ligne à voie métrique de Locminé à Ploërmel, qu'elle prolonge en 1915 jusqu'à La Trinité-Porhoët. La gare et la ligne ferment en 1939.

## Galerie de photos

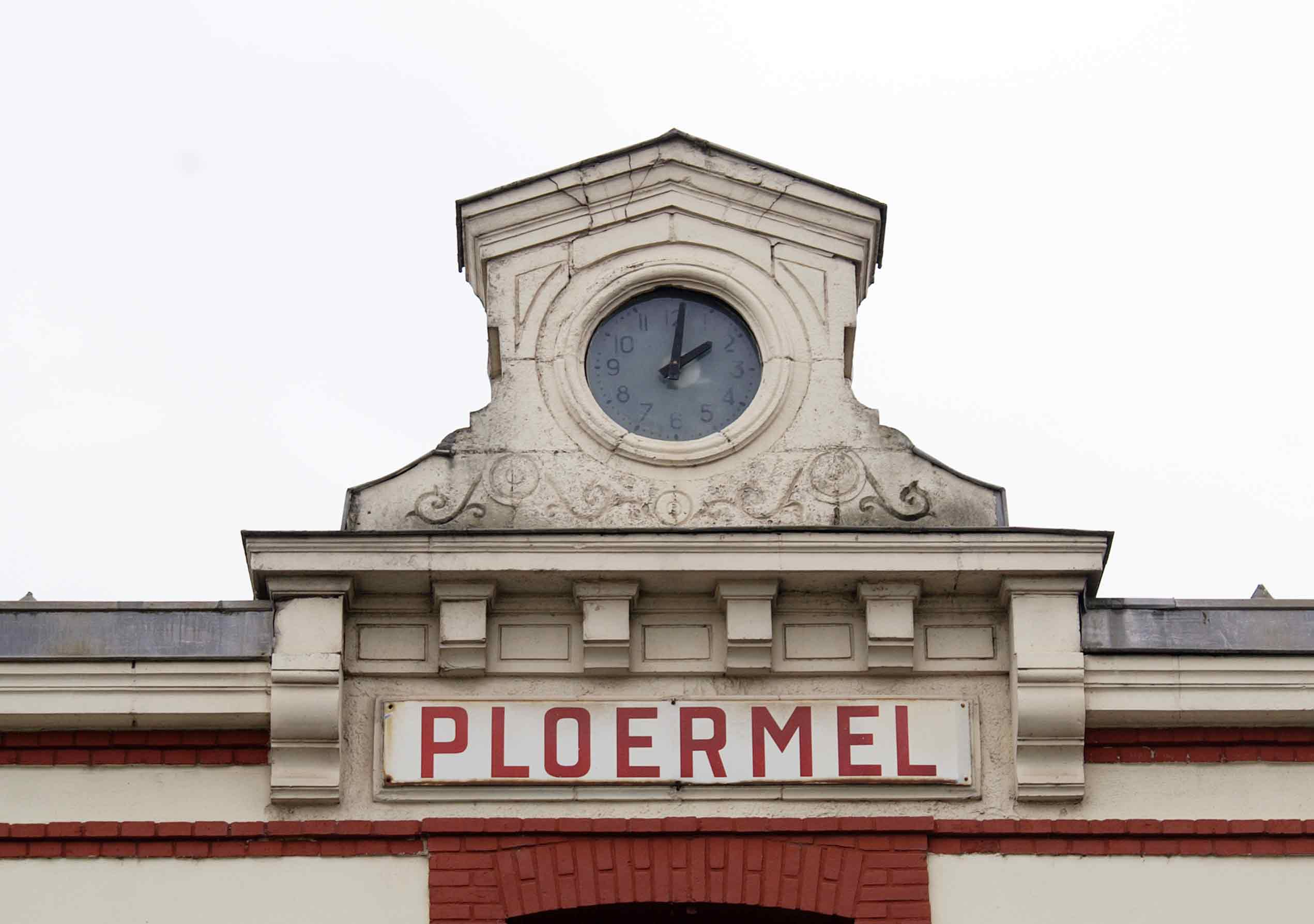
L'horloge
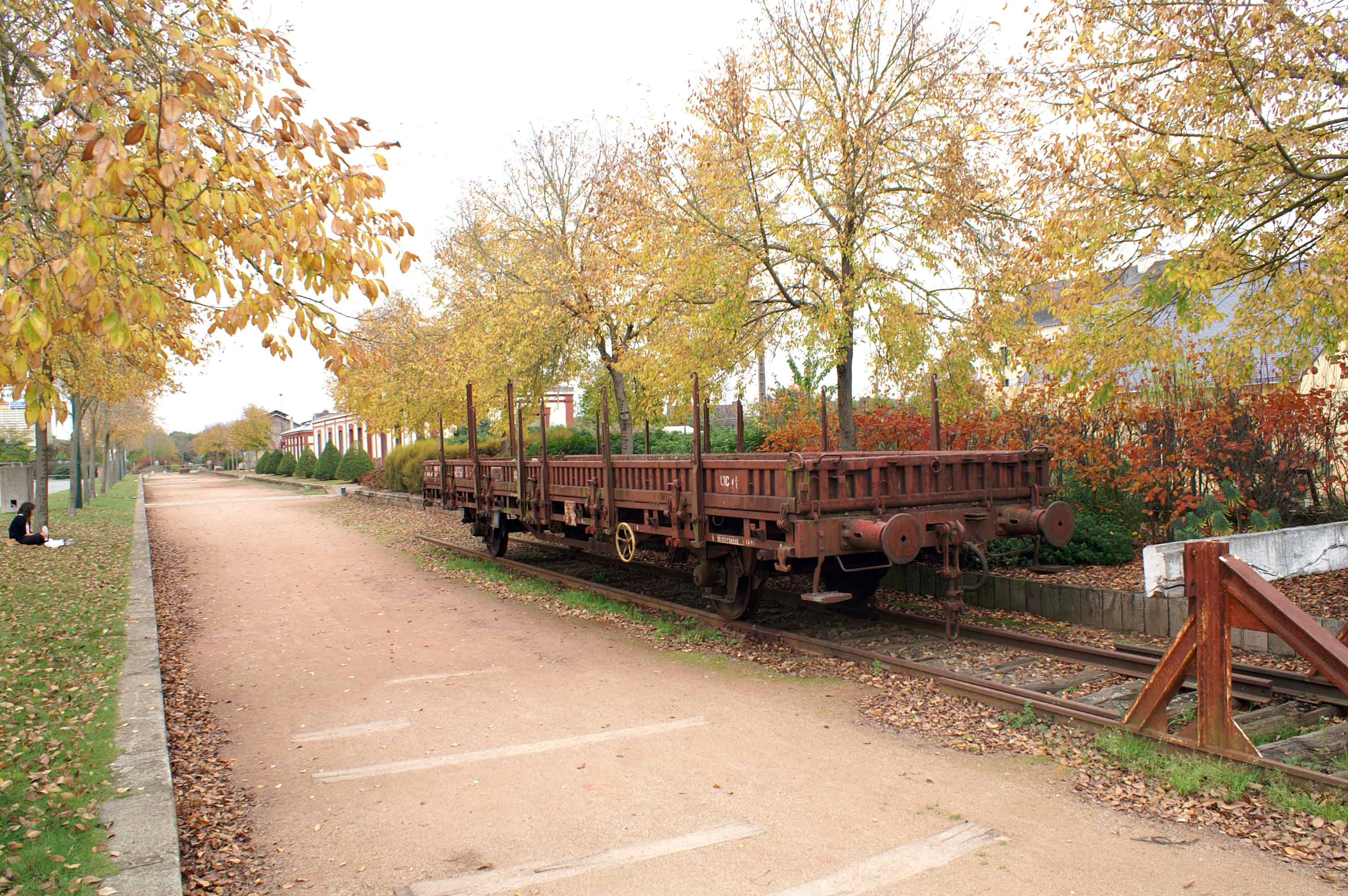
Gare et wagon
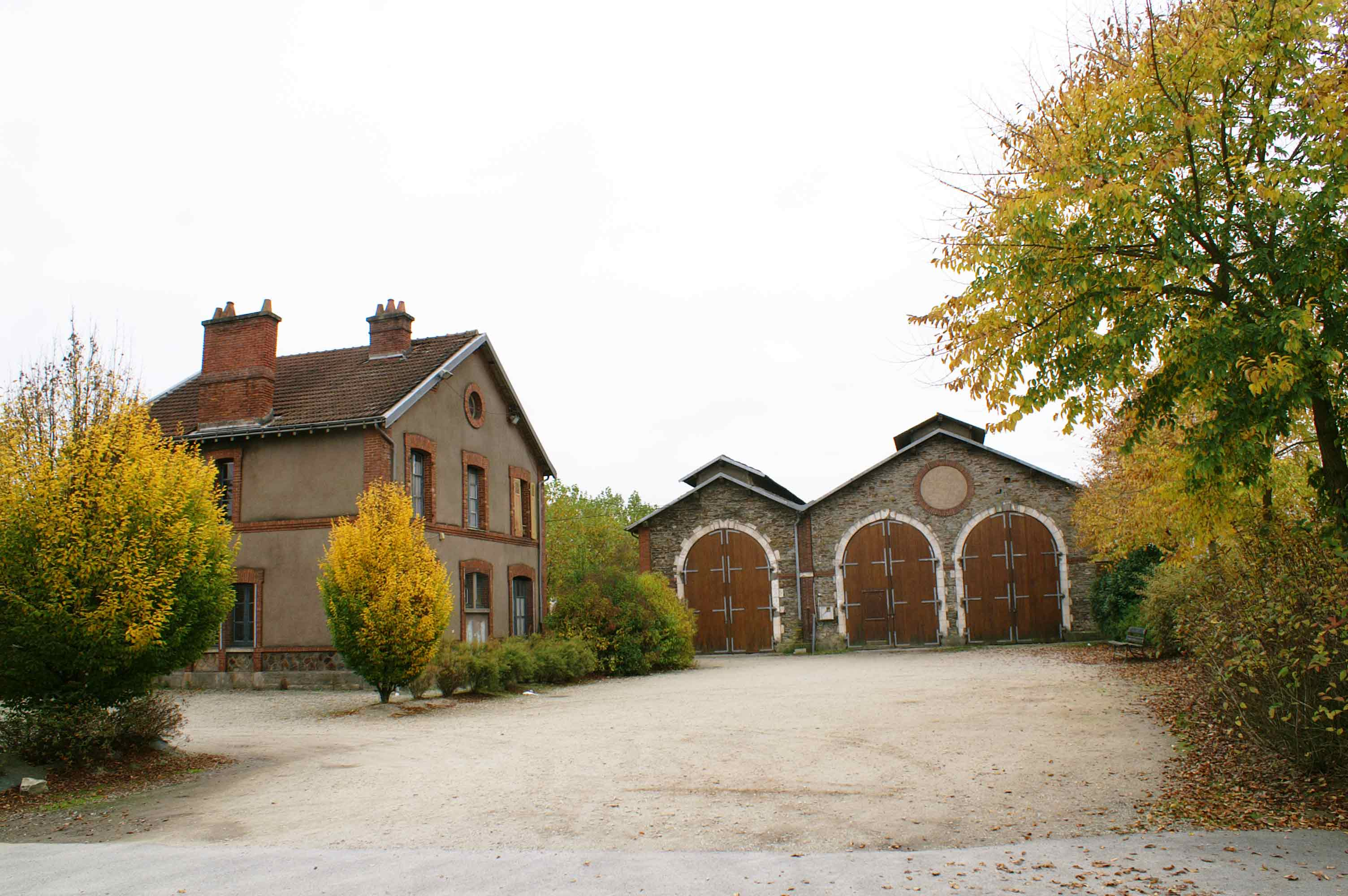
Autres bâtiments
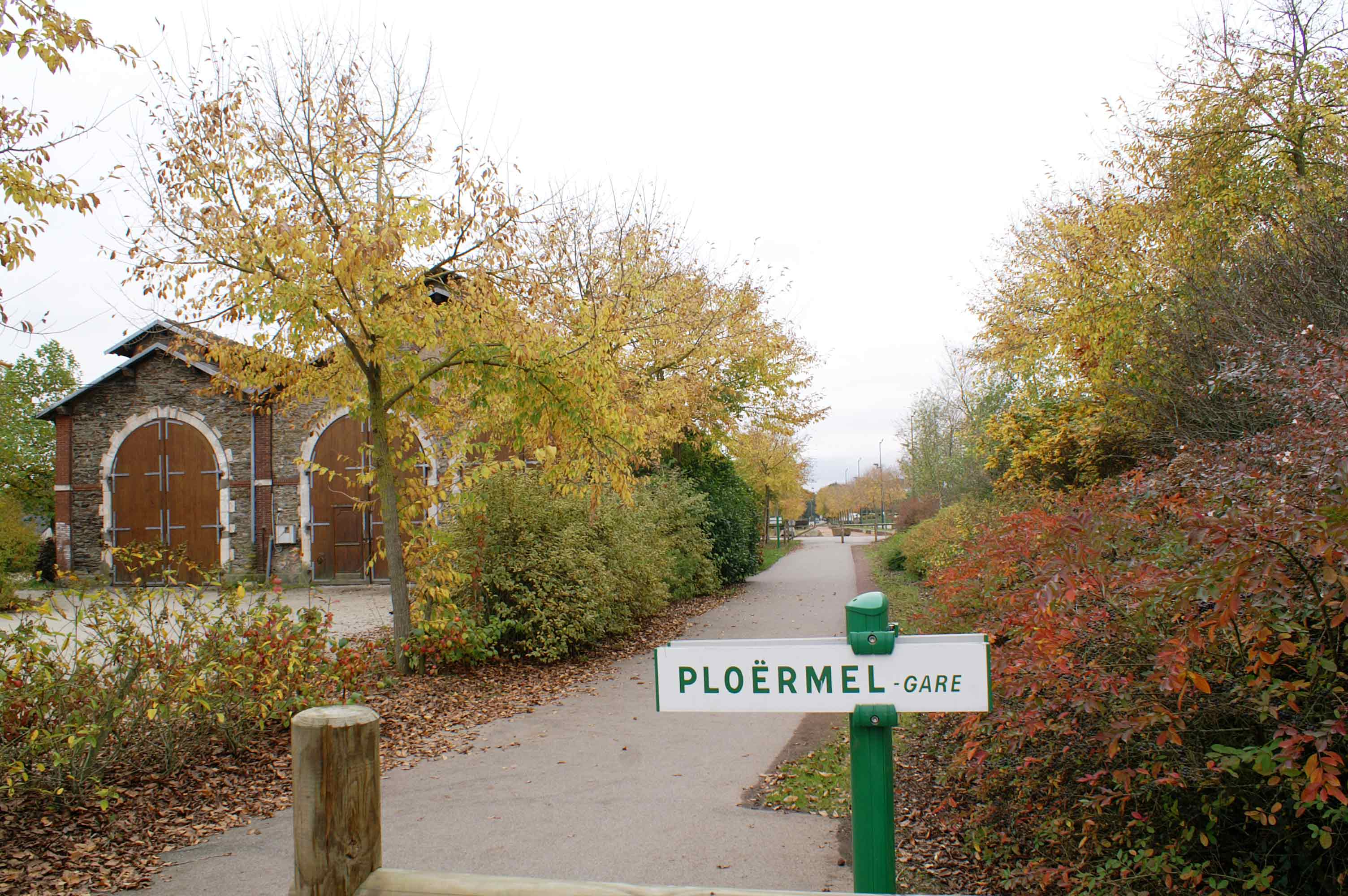
Voie verte